# Made in Twenty (20)
Made in Twenty (20) – piąty japoński album studyjny BoA. album pochodzi z singli: Nanairo no Ashita ~brand new beat~ / Your Color, Key of Heart / Dotch i Winter Love. Był na pierwszym miejscu w rankingu Oricon (na 200 najlepszych albumów).

## Lista utworów
CD
1. Lady Galaxy
2. Nanairo no Ashita ~brand new beat~ / 七色の明日~brand new beat~ / A Tomorrow of Seven Colors ~brand new beat~
3. Winter Love
4. Still
5. So Real
6. Key Of Heart
7. Our Love ~to my parents~
8. no more make me sick
9. Revolution-code:1986-1105 Feat.RAH-D
10. Your Color
11. Prayer
12. Candle Lights
13. Gracious Days
14. Last ChristmasS (Bonus)
15. Winter Love (wersja Live) (Bonus)

DVD
1. Nanaira no ashita~brand new beat~ PV
2. Key Of Heart PV
3. Winter Love PV
4. Listen To My Heart (wersja Live)
5. Valenti (wersja Live)
6. soundscape (wersja Live)
7. Ain't no sunshine (wersja Live)
8. make a secret (wersja Live)
9. Moon & Sunrise (wersja Live)
10. Winter Love (wersja Live)
11. Merikuri (wersja Live)
12. Nanairo no ashita~brand new beat~ (wersja Live)
13. Everlasting (wersja Live)